# 博戈罗德斯科耶区
博戈罗德斯科耶区（俄語：район Богородское）是莫斯科东行政区的一区，面积10.24平方公里，人口107,571人。罗科索夫斯基林荫路站和白石站在该区内。